# Rip (auteur)
Pour les articles homonymes, voir Rip.
Rip, pseudonyme de Georges Gabriel Thenon, est un chansonnier, dessinateur, librettiste et revuiste français, né le 28 février 1884 dans le 17e arrondissement de Paris et mort le 25 mai 1941 dans le 16e arrondissement de Paris,.

## Biographie
Fils d'un banquier, Georges Emile Thenon, et Elizabeth Louise Ruth, il délaisse une carrière à la banque pour l'écriture.
Son pseudonyme Rip est l'acronyme de la formule « Rire, Ironie, Plaisanterie ». Il est l'auteur d'opérettes et de fantaisies, mais surtout de revues auxquelles il donne  ses lettres de noblesse. Considéré comme un maître du genre, certaines ont été interprétées, entre autres, par Mistinguett, Raimu, Arletty, Michel Simon, Marcel Dalio, et Thérèse Dorny.
Ses revues sont jouées aux théâtres des Variétés, aux Bouffes, au Palais-Royal, aux théâtres Edouard VII, Marigny, Michel, Antoine, et des Capucines, salle dans laquelle il eut le plus de succès : «Ses revues étaient si attendues, qu'à l'annonce d'un spectacle signé Rip la feuille de location était immédiatement couverte pour une semaine». 
Il est mobilisé en 1914, puis maintenu en service auxiliaire pendant les années de guerre, période de succès durant laquelle il crée de nombreuses revues aux tons sarcastiques et patriotiques.
Il fut également lithographe et caricaturiste de ses contemporains.
Il aurait rédigé plusieurs de ses travaux dans le jardin de l'hôtel Les vieux Plats à Gonneville-la-Mallet en Normandie.
Rip est inhumé dans le cimetière de Montrouge dans le caveau de famille Thenon (46e division), près de sa sœur Geneviève épouse du peintre Pierre-Henri Garnier dit Garnier-Salbreux (1880-1932).

## Œuvres et spectacles comme auteur
- 1906 : Bon inventaire… ô gué !, revue de Rip et Paul Ardot, Théâtre du Palais-Royal
- 1906 : À perte de revue, revue de Rip et Paul Ardot, musique Willy Redstone, Théâtre du Palais-Royal
- 1907 : Le Trou d'Almanzor, opérette de Rip, musique Willy Redstone, Théâtre des Arts
- 1907 : Le Cri de Paris, revue de Rip, Théâtre des Capucines
- 1908 : Aux Bouffes, on pouffe, revue de Rip, Wilfred Fargue et Paul Fargue, Théâtre des Bouffes Parisiens
- 1908 : Le Coq d'Inde, opérette de Rip, musique Claude Terrasse, Théâtre des Capucines
- 1909 : O gué ! L'An neuf !, revue de Rip, Théâtre des Capucines
- 1909 : Sans rancune, revue de Rip, Théâtre des Capucines
- 1910 : Bigre !, revue de Rip et Jacques Bousquet, Théâtre des Capucines
- 1910 : Sauf vot' respect, revue de Rip, musique Jacques Bousquet, Théâtre des Capucines
- 1911 : La Revue de Rip et Jacques Bousquet, musique Paul Letombe, mise en scène Paul Febvre, L'Olympia
- 1912 : La Revue de l'année de Rip et Jacques Bousquet, musique Paul Letombe, mise en scène Paul Febvre, L'Olympia
- 1912 : Paris fin de règne, revue de Rip, Théâtre des Capucines
- 1913 : Eh ! Eh !, revue de Rip et Jacques Bousquet, Théâtre Fémina
- 1913 : Pan ! Dans l'œil !, revue de Rip, musique Jacques Bousquet, Théâtre des Capucines
- 1913 : Les Petits Crevés, opérette de Rip et Jacques Bousquet, musique Willy Redstone, Théâtre des Capucines
- 1914 : Très moutarde, revue de Rip et Jacques Bousquet, Théâtre Fémina
- 1915 : Plus ça change !, fantaisie en deux actes et sept tableaux [10] de Rip, théâtre Michel
- 1917 : Où Camp'ton, revue de Rip, Théâtre des Capucines
- 1918 : A Votre Santé, revue en deux actes de Rip, Théâtre Antoine
- 1919 : Le Vicomte aux jambes nues, comédie de Rip et Paul Briquet, avec Peggy Vere[11]
- 1920 : Miousic, revue de Rip et Régis Gignoux, mise en scène Pierre Wolff, Théâtre des Capucines
- 1920 : Le Scandale de Deauville, comédie de Rip et Régis Gignoux, Théâtre des Capucines
- 1921 : Si que je s'rai roi revue de Rip et Régis Gignoux, Théâtre des Capucines
- 1922 : L'homme du soir, comédie de Rip et Louis Leplay,  Théâtre des Capucines
- 1923 : Oh...Pardon !, de Rip et Paul Briquet, chez Mauricet et Fursy[12].
- 1924 : Paris-Sports, revue en 2 actes et 32 tableaux de Rip et Paul Briquet, théâtre Marigny
- 1924 : Herriot... ready ?, revue en 1 acte de Rip et Paul Briquet, Moulin de la Chanson
- 1925 : Spartagas, opérette en 3 actes de Rip, Paul Briquet et Yoris d'Hansewick, La Pie qui chante
- 1926 : Le Septième ciel, comédie musicale de Rip et Fred Pearly au Théâtre de l'Avenue
- 1929 : Au temps de Gastounet, revue de Rip, Théâtre des Bouffes-Parisiens
- 1931 : Brummel, opérette de Rip et Robert Dieudonné, musique Reynaldo Hahn,  Folies-Wagram
- 1931 : La Viscosa, « pièce d'actualité » de Rip,  Théâtre du Palais-Royal
- 1932 : Le progrès s'amuse, revue de Rip, mise en scène Edmond Roze, Théâtre des Capucines
- 1934 : La Revue des Variétés revue de Rip, mise en scène Edmond Roze, Théâtre des Variétés
- 1935 : La Revue des Nouveautés, revue de Rip, Théâtre des Nouveautés
- 1936 : Le Guéridon Empire de Rip, mise en scène Edmond Roze, Comédie des Champs-Élysées
- 1937 : V'la le travail ! revue de Rip et Vuillemetz, musique de Moisés Simóns, Théâtre des Nouveautés
- 1938 : Le Bois de Boulogne recueil de Rip, Théâtre des Nouveautés
- 1947 : Revue de Rip (posthume), mise en scène Robert Pizani, Théâtre de l'Étoile

## Filmographie
Comme acteur, sauf mention contraire : 
- 1926 : Au revoir et merci de Pierre Colombier et E.B. Donatien (uniquement comme auteur)
- 1931 : Un joli succès, court métrage de Louis Mercanton
- 1932 : Le Beau rôle, court métrage de Roger Capellani
- 1932 : La Dame d'en face de Claude Autant-Lara (court métrage) (auteur)
- 1932 : Laissez faire le temps (anonyme) (court métrage) (coscénariste et parolier de la chanson)
- 1932 : Cognasse de Louis Mercanton (acteur et auteur)
- 1933 : Théodore et Cie de Pierre Colombier

## Distinctions
- Chevalier de la Légion d'honneur[3].